# デマゴーグ
デマゴーグ（古希: δημαγωγός（δῆμος 民衆 + ἀγωγός リーダー）、古代ギリシア語ラテン翻字: dēmagōgós、独: Demagog、英: Demagogue [ˈdɛməɡɒɡ]）は、刺激的な嘘（デマ）を発信するなどの方法により、人々の行動や考え方に影響を与えようとする政治家をいう。古代ギリシアにおいて、煽動的民衆指導者のことを表した言葉が語源とされる。
英語では「rabble-rouser（大衆扇動者）」とも呼ばれ、民主主義社会に於いて社会経済的に低い階層の民衆の感情、恐れ、偏見、無知に訴える事により権力を得、かつ、政治的目的を達成しようとする指導者を言う。

## 概要
デマゴーグは普通、国家的危機に際し慎重な考えや行いに反対し、代わりに至急かつ暴力的な対応を提唱し、穏健派や思慮を求める政敵を弱腰と非難する。 デマゴーグは古代アテネの時代より民主主義社会に繰り返し現れ、民主主義の基本･原理的な弱点、則ち究極的な権限は民衆にあり、その中でより大きな割合を占める人々の共通の願望や恐れに答えさえすれば、（それらがどの様なものでも）政治的権力を得られるという点を利用した。
古代ギリシア語では「デーマゴーゴス」（δημαγωγός / 古代ギリシア語ラテン翻字: dēmagōgós）と言う。語源は「民衆（δῆμος / 古代ギリシア語ラテン翻字: dē̃mos）を導く（ἄγειν / 古代ギリシア語ラテン翻字: ágein）」であり、本来は民衆指導者を指すが、アテナイではペリクレスの死後、クレオンを初めとする煽動的指導者が続き、衆愚政治へと堕落した。このことから「デマゴーグ」は人々の感情や偏見に訴え、力を得る政治家や権力者の意味で使われるようになった。また、彼らの民衆煽動はデマゴギー（独: Demagogie）と呼ばれる。
プラトンは主著『国家』において、デーマゴーゴスを (貧乏人/没落者/落伍者を出自とした)「針を持った雄蜂の一群」に喩え、彼らが富裕層から金と権力を奪取し、民主制を生み出すのみならず、そこから更に暴走して僭主制を生み出すことになる仕組みを説明し、その危険性を指摘している。
日本においては「流布された誤った情報」のことをしばしば「デマ」と呼ぶが、デマゴギーはその語源である。しかし前述のように、デマゴーグという単語には本来「嘘」の意味はなく、そのような意味での「デマゴーグ」「デマ」は日本に限った用法である。

## 煽動政治家クレオン
クレオン（古希: Κλέων）はアテナイの政治家である。典型的なデマゴーグとされ、好戦的な主張で民衆を煽動した。
ペロポネソス戦争中の紀元前429年に指導者ペリクレスが病死すると、弁論術を武器に民衆の人気を集めたクレオンらは、スパルタとの和平案に反対し、民会で戦争の継続を主張した。このため戦争は続行されたが、クレオンは紀元前422年にアンフィポリスの戦いにおいて敵将ブラシダスと共に戦死した。彼の死の翌年にニキアスの和約が成り、平和が訪れるかに思えたが、後に遠征軍が悲劇的な末路を遂げたシケリア遠征を唱えたアルキビアデスによって戦争は再開された。アテナイは適切な指導者を欠いたため漸次敗北した。紀元前404年に降伏したアテナイはギリシアの覇権を失い、デロス同盟は解散し、全てを失った。
アリストパネスやトゥキディデスはクレオンを粗野な成り上がりのデマゴーグ、主戦論者として酷評している。